# Московское общество Красного Креста
Московское общество Красного Креста — московское отделение Красного креста.

## История
В 1867 году в России образовано Общество попечения о раненых и больных воинах. Затем сформировано управление этого общества в Москве.
Количество участников — 140. Они горожане Москвы, среди них: княгиня С. С. Щербатова, учредительница Дамского попечительства о бедных; княгиня Н. Б. Трубецкая, создательница Братолюбивого общества снабжения неимущих квартирами; княгиня Н. Б. Шаховская, зачинательница общины сестёр милосердия «Утоли моя печали»; московский митрополит Филарет; старшина Московского купеческого сословия В. М. Бостанджогло, генерал-губернатор князь В. А. Долгоруков.
В январе 1868 года состоялось дебютное собрание общества. В конце XIX века управление Общество попечения о раненых и больных воинах переименовано в Московское общество Красного Креста.
Общество занималось гуманитарной деятельностью; строило госпитали для комбатантов и некомбатантов во время военных событий; помогало попавшим в стихийные бедствия, беженцам; участвовало в профилактике заболеваний; открывало курсы для сестёр милосердия, общественных помощников органов здравоохранения и социального обеспечения по уходу за людьми с ограниченными возможностями, пожилыми и больными.